# Јоже Плечник
Јоже Плечник (Љубљана, 23. јануар 1872 — Љубљана, 7. јануар 1957) био је словеначки архитекта. Радио је у Бечу, Београду, Прагу и Љубљани. Његов утицај на Љубљану је поређен са утицајем који је архитекта Антони Гауди имао на град Барселону.

## Биографија
Од 1894. до 1897, студирао је код бечког архитекте Ота Вагнера и радио је у Вагнеровој архитекторској фирми до 1900. године. Док је био код Вагнера, Плечник се сродио са бечком сецесијом, познатом по одбацивању декоративних мотива историјске архитектуре у корист нових, органских модова, геометријских и флоралних орнамената.
Од 1900 надаље, Плечник се бавио архитектуром у Бечу, радећи на пројектима попут Куће Лангер (1900) и стамбеног блока Цахерл (1903 - 05). Ове ране пројекте карактеришу рационална организација и планирање, типични за Вагнерове пројекте станова и инфраструктуре, и богато декорисане површине са органским мотивима типичним за сецесију. Плечникова Црква светог Духа (Беч, 1910 - 13) је значајна због свог иновативног коришћења ливеног бетона као конструкције, а уједно и спољне површине. Најрадикалнија је црквена крипта, са витким бетонским стубовима и угластим капителима и базама. Његова Црква Светог Антуна Падованског је архитектонски најзанимљивија римокатоличка црква у Београду и једна од необичнијих и значајнијих сакралних грађевина у међуратном Београду и 20. веку уопште.
На педесетогодишњицу Плечникове смрти, Словенија је прогласила ту годину, то јест 2007. Плечниковом годином. Тада је и католичка Црква започела поступак за Плечниково проглашење свецом. Од тада носи почасни назив „Слуга Божји“.

## Галерија
- Вила Langer (1901)
- Вила Loos (1901)
- Вила Weidmann (1902)
- Кућа Langer (1902)
- Zacherlhaus (1905)
- Гробница Heinrich Peham von Bojernberg (1906)
- Lacknergasse 98 (1907)
- Вила Graßberger (1908)
- Borromaeus фонтана (1909)
- Црква светог Духа у Бечу (1913)
- Silbergasse 35 (1915)
- Конгресни трг у Љубљани (1928)
- Фонтана у Lány замку (1930)
- Тромостовје (1931)
- Мост у Трнову (1931)
- Црква Светог Антуна Падованског (Београд) (1932)
- Црква у Прагу (1932)
- Гробница Антони Швехла (1933)
- Црква Госпе Лурдске у Загребу (1934)
- Гробље Навје (1938)

### Прашки замак
- Рајска башта (1925)
- Стубови за заставе (1926)
- Платформа (1927)
- Двориште и обелиск (1928)
- Башта (1928)
- Фонтана (1928)
- Степениште (1931)
- Степениште (1932)